# 等々力いく
等々力 いく（とどりき いく、1873年 - 1951年）は、日本の看護師。長野県南安曇郡東穂高村（現安曇野市）生まれ。フローレンス・ナイチンゲール記章受章。

## 略譜
- 1899年（明治32年）- 日本赤十字社長野支部看護婦第13期生を卒業し、東京の本社に転勤し、看護婦長となる。その後、日露戦争、第一次世界大戦、日中戦争に従軍する。勲七等宝冠章受勲。
- 1911年（明治44年）- 東宮妃（後の貞明皇后）の大患の時、3か月間看護に当る。秩父宮雍仁親王・高松宮宣仁親王発病時にも看護に当る。
- 1925年（大正14年）- ヘルシンキの万国赤十字看護婦会議に日本代表として出席し、万国赤十字社から日本国内4人目のナイチンゲール章を受勲する。 下田歌子が校長であった実践女学校に講師として招かれ、看護学の講座を担当する。
- 1946年（昭和21年）- 日本赤十字社有功章を受章。
- 1949年（昭和24年）- 貞明皇后が長野県有明天柞蚕試験場を視察した際、単独拝謁し、下賜品を送られる。